# Oxford Circus (Metropolitano de Londres)
Oxford Circus é uma estação do Metrô de Londres que serve o Oxford Circus na junção da Regent Street e da Oxford Street, com entradas nos quatro cantos do cruzamento. A estação é um intercâmbio entre as linhas Bakerloo, Central e Victoria. A partir de 2017, é a terceira estação mais movimentada do Metrô de Londres. Na linha Central, fica entre Bond Street e Tottenham Court Road, na linha Bakerloo, fica entre Regent's Park e Piccadilly Circus, e na linha Victoria, fica entre Green Park e Warren Street. A estação está na Zona 1 do Travelcard.
A estação da linha Central foi aberta em 30 de julho de 1900 e a estação da linha Bakerloo em 10 de março de 1906. Ambas são listadas na categoria II. A estação foi reconstruída em 1912 para aliviar o congestionamento. Mais congestionamentos levaram a outra reconstrução em 1923. Inúmeras melhorias foram feitas como parte do New Works Programme e como uma medida de proteção contra inundações. Para acomodar mais passageiros na linha Victoria, uma nova bilheteria foi construída. As plataformas da linha Victoria foram inauguradas em 7 de março de 1969, incluindo o intercâmbio entre plataformas com a linha Bakerloo.

## História

### Central line

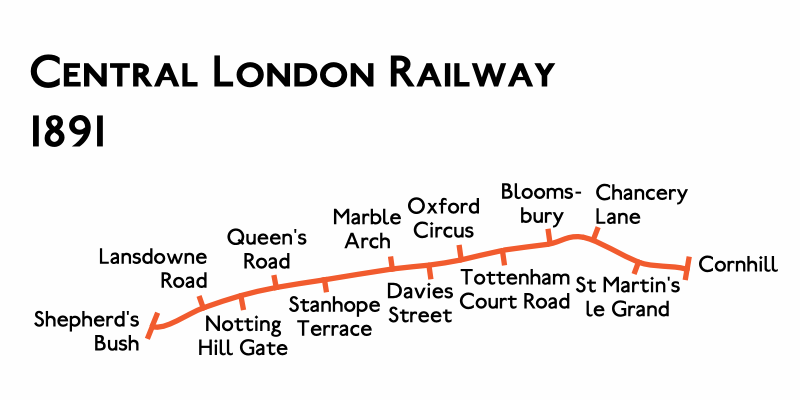
Diagrama da rota que mostra a rota original entre Shepherd's Bush e Cornhill (Bank).

A CLR contratou os engenheiros James Henry Greathead, Sir John Fowler e Sir Benjamin Baker para projetar a ferrovia. O tunelamento foi concluído no final de 1898 e a abertura oficial do CLR (agora a linha Central) pelo Príncipe de Gales ocorreu em 27 de junho de 1900; foi aberto ao público em 30 de julho.  estação de Oxford Circus foi aberta como parte da primeira seção da linha, entre Shepherd's Bush e Bank. Como parte do Programa de New Works Programme 1935 a 40, os túneis desalinhados da seção central na linha Central que diminuíram as velocidades de corrida foram corrigidos e as plataformas alongadas para acomodar trens mais longos.

### Bakerloo line

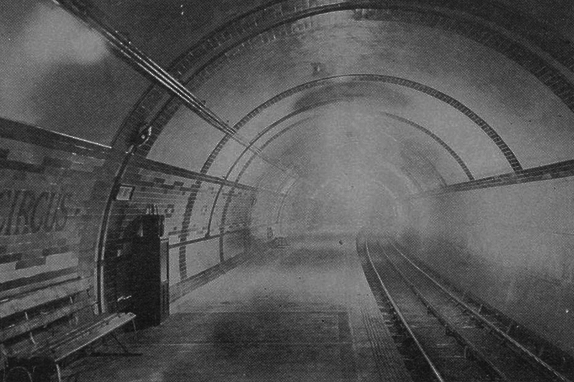
Plataforma da linha Bakerloo, 1906

Em novembro de 1891, foi anunciado um projeto de lei privado que seria apresentado ao Parlamento para a construção da Baker Street and Waterloo Railway (BS&WR, agora a linha Bakerloo). A ferrovia foi planejada para ser totalmente subterrânea, de Marylebone a Elephant & Castle via Baker Street e Waterloo. A rota foi aprovada em 1900. construção começou em agosto de 1898 sob a direção de Sir Benjamin Baker, WR Galbraith e RF Church. Os trabalhos foram realizados por Perry & Company, da Tregedar Works, Bow. Oxford Circus foi alterado abaixo do solo após uma inspeção na Junta Comercial; No final de 1905, os primeiros trens de teste começaram a rodar.  A abertura oficial da BS&WR por Sir Edwin Cornwall ocorreu em 10 de março de 1906. A primeira seção da BS&WR foi entre Baker Street e Lambeth North, então conhecida como Kennington Road.

### Victoria line
Uma proposta para uma nova ferrovia subterrânea que vai de Victoria a Walthamstow foi proposta pela primeira vez por um grupo de trabalho criado pela Comissão Britânica de Transportes em 1948  embora isso seguisse amplamente um plano de 1946 para uma linha de East Croydon para Finsbury Park. Uma rota foi aprovada em 1955, com futuras extensões a serem decididas posteriormente embora o financiamento para a construção não tenha sido aprovado pelo governo até 1962. construção começou em 1962 em a seção inicial de Walthamstow para Victoria, onde o intercâmbio entre plataformas deveria ser fornecido em Oxford Circus.  As plataformas da linha Victoria foram abertas em 7 de março de 1969.  A estação abriu como parte de uma segunda extensão da Warren Street para Victoria. O intercâmbio cruzado de plataformas entre as linhas Bakerloo e Victoria foi fornecido através da construção das plataformas da linha Victoria paralelas às linhas Bakerloo.

### Incidentes e acidentes
- Em 13 de fevereiro de 1976, uma bomba de 20−30 libra (massa)s (6,4 kg) a 20−30 libra (massa)s (6,4 kg) deixada em um caso na estação pelo IRA provisório foi descoberta e desativada com segurança. A estação, no auge da hora do rush da tarde, foi evacuada.[27][28]
- Em 23 de novembro de 1984, durante as obras de reforma, a estação sofreu um incêndio grave que incendiou a plataforma da linha Victoria, na direção norte.[22] Acredita-se que o incêndio tenha sido causado pelo fato de os materiais de fumaça serem empurrados através de uma grade de ventilação para uma despensa, onde eles incendiaram vários materiais. Isso fez com que a linha Victoria entre Warren Street e Victoria fosse suspensa até 18 de dezembro do mesmo ano.  Este incidente também levou à proibição de fumar nos trens em julho de 1984.[29]
- Em 3 de março de 1997, um descarrilamento de trem fez com que o serviço da linha Bakerloo, na direção norte, entre Piccadilly Circus e Oxford Circus, fosse suspenso por 12 dias.[15]
- Em 11 de agosto de 2017, ocorreu um incêndio em um trem da Linha Bakerloo, que foi evacuado em Oxford Circus. Os serviços foram suspensos entre Elephant and Castle e Paddington.[30]

### Linhas Bakerloo e Central

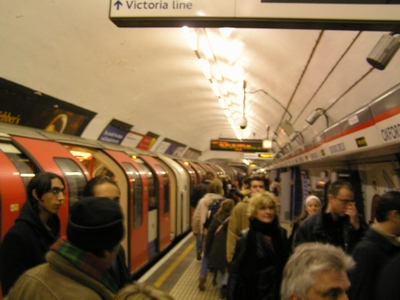
A movimentada plataforma da linha Central, como vista em dezembro de 2004, mostrando sua largura estreita.

## A estação hoje
Em 2007 a estação passou por uma grande modernização, removendo os murais instalados nas plataformas da linha Central e Bakerloo na década de 1980 e substituindo-os por ladrilhos lisos brancos, em um estilo semelhante ao usado quando a estação foi inaugurada em 1900. O revestimento da parede nas plataformas da linha Bakerloo apresentava o nome da estação e um padrão geométrico individual e esquema de cores desenhado por Leslie Green. Um mural da década de 1980 permanece em uma das plataformas. As obras da plataforma da Linha Central foram substancialmente concluídas e foi aberta uma nova Sala de Operações da Estação no nível superior.

## Serviços e conexões

### Serviços

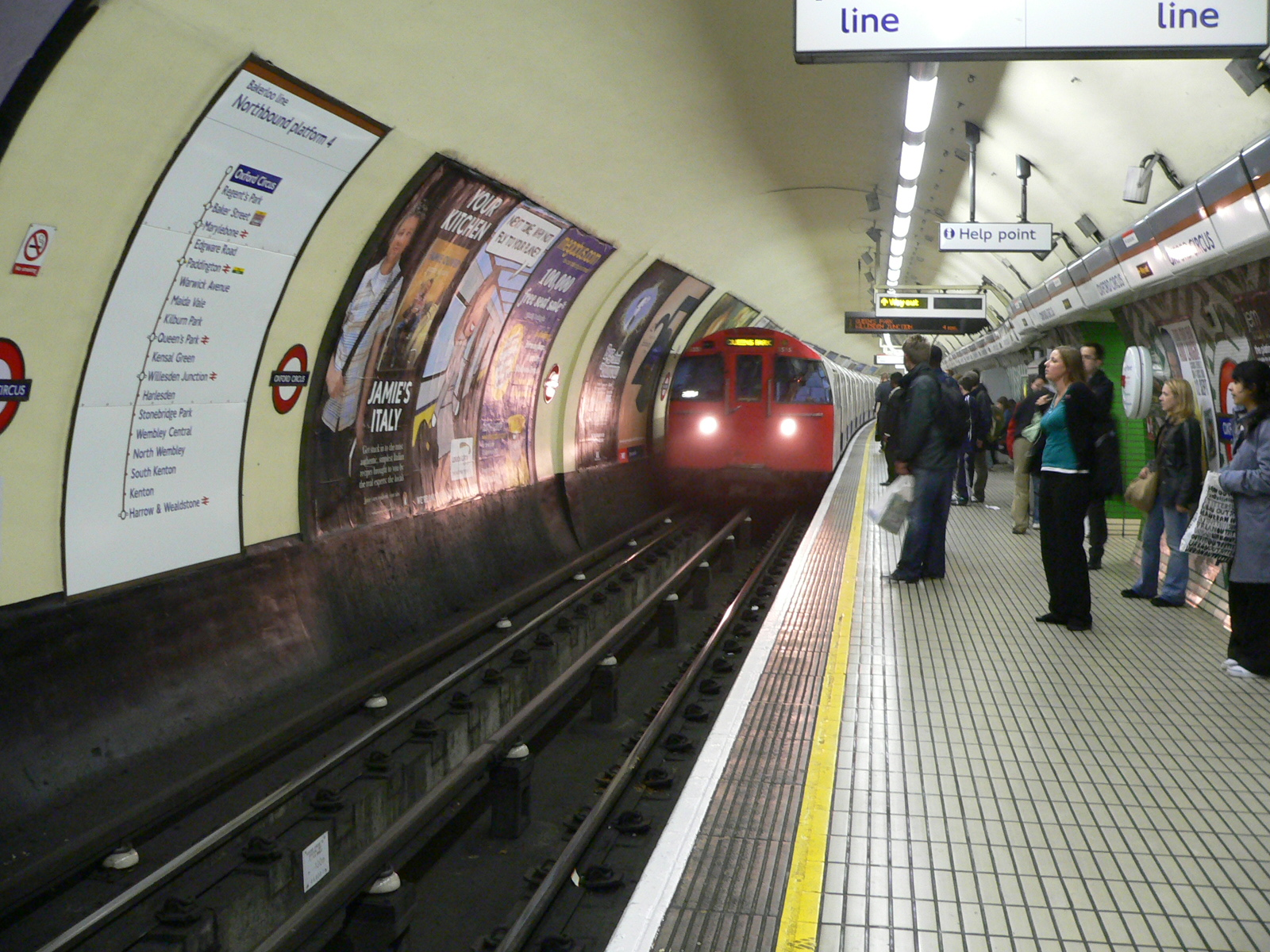
Um trem da linha Bakerloo chega à plataforma norte, olhando para o sul.

#### Linha Bakerloo
Nesta linha, a estação fica entre as estações Regent's Park e Piccadilly Circus. O serviço típico fora de pico em trens por hora (tph) operando fora do horário de pico durante a semana e durante todo o dia sábado é o seguinte:
- 11tph em direção norte ao Queen's Park
- 3tph em direção ao norte até Stonebridge Park (via Queen's Park)
- 6tph em direção ao norte para Harrow & Wealdstone (via Queen's Park e Stonebridge Park)
- 20tph em direção ao sul para Elephant & Castle

#### Linha Central
Nesta linha, a estação fica entre as estações de Bond Street e Tottenham Court Road. Os trens geralmente circulam entre West Ruislip e Epping, e entre Ealing Broadway e Hainault (via Newbury Park), com alguns trens na última rota continuando para Woodford via Grange Hill. A frequência geral entre trens é de 3 a 10 minutos.
Os serviços de metrô noturno nas noites de sexta e sábado geralmente operam 6tph em cada direção. O serviço típico de metrô noturno a partir de 2018 é:
- 3tph em direção leste a Hainault via Newbury Park
- 3tph em direção leste a Loughton
- 3tph em direção ao oeste para Ealing Broadway
- 3tph em direção ao oeste para White City

#### Linha Victoria
Nesta linha, a estação está localizada entre Warren Street e Green Park. O serviço típico fora de pico em trens por hora (tph) é de 27 trens por hora em cada direção para Walthamstow Central e Brixton, com frequências reduzidas de seis trens por hora durante as operações do metrô.

### Conexões
As linhas de ônibus de Londres 7, 12, 22, 55, 73, 88, 94, 98, 113, 139, 159, 390 e 453, e as linhas noturnas N3, N7, N8, N15, N18, N22, N55, N73, N98, N109, N113, N136, N137 e N207 atendem a estação. Além disso, as linhas de ônibus 12, 88, 94, 139, 159, 390 e 453 oferecem um serviço de ônibus 24 horas.

## Atrações próximas
- Igreja de All Souls, Langham Place
- BBC Broadcasting House
- Carnaby Street
- Langham Hotel
- London College of Fashion, John Princes Street
- Paládio de Londres, Argyll Street
- Oxford Street
- Regent Street
- St George's, Hanover Square